# Coventry Carew
Sir Coventry Carew, 6. Baronet (* unsicher: 1716; † 24. März 1748) war ein britischer Adliger und Politiker, der zweimal als Abgeordneter für das House of Commons gewählt wurde.
Coventry Carew entstammte der Familie Carew aus Antony, einer alten und angesehenen Familie der Gentry von Cornwall. Er war der einzige Sohn von William Carew, 5. Baronet und von dessen Frau Anne Coventry. Ab dem 21. Februar 1735 studierte er am Balliol College in Oxford. Nach dem Tod seines Vaters im März 1744 erbte er dessen Titel Baronet of Antony in the County of Cornwall sowie dessen Besitzungen einschließlich des Familiensitzes Antony House. Als Nachfolger seines Vaters wurde er bei einer Nachwahl am 4. April 1744 als Kandidat der Tories als Knight of the Shire für Cornwall gewählt und bei der Unterhauswahl 1747 bestätigt. Bis zu seinem frühen Tod trat er im House of Commons jedoch kaum in Erscheinung.
Carew hatte am 1. Juli 1738 in London seine Cousine Mary Bamfylde geheiratet. Seine Frau war eine Tochter von Coplestone Bamfylde, 2. Baronet und von dessen Frau Gertrude Carew, die eine Schwester seines Vaters war. Da die Ehe kinderlos blieb, erlosch Carews Titel mit seinem Tod. Seine Frau, der er Antony House zur lebenslangen Nutzung überlassen hatte, heiratete in zweiter Ehe Francis Buller aus Morval. Nach ihrem Tod vor 1763 erbte Carews entfernter Cousin Thomas Carew von Crowcombe Court und nach dessen Tod dessen Neffe John Carew Antony. Nachdem diese beiden ohne männliche Nachkommen gestorben waren, erbte 1771 nach Coventrys Carews Wunsch Reginald Pole, der älteste männliche Nachkomme seiner Tante Jane Carew Antony.